# Burrington, Devon
Burrington är en ort och en civil parish i Storbritannien.   Den ligger i grevskapet Devon och riksdelen England, i den södra delen av landet, 280 km väster om huvudstaden London. Burrington ligger 139 meter över havet och antalet invånare är 538.
Terrängen runt Burrington är platt. Runt Burrington är det ganska tätbefolkat, med 60 invånare per kvadratkilometer. Närmaste större samhälle är Barnstaple, 18,0 km norr om Burrington. Trakten runt Burrington består i huvudsak av gräsmarker.